# Championnat du Mali de football 2023-2024
Navigation
Saison précédente Saison suivante
La saison 2023-2024 du Championnat du Mali de football est la 54e édition de la première division malienne, la Ligue 1.
Les seize clubs engagés sont regroupés au sein d'une poule unique et s'affrontent deux fois, à domicile et à l'extérieur. Les quatre derniers du classement final sont relégués et remplacés par les deux meilleures formations de deuxième division.
L'AS Real Bamako est le tenant du titre.

## Déroulement de la saison
La saison 2023-2024 devait commencer le 7 octobre 2023, mais en raison des rénovations de plusieurs stades le championnat ne débute que le 1er novembre.
Le vainqueur du championnat se qualifie pour la Ligue des champions de la CAF 2024-2025. Le vainqueur de la Coupe du Mali est qualifié pour la Coupe de la confédération 2024-2025.
En raison de la réduction du nombre de participants à partir de la saison 2024-2025, qui passe de 16 à 14 équipes, il y aura en fin de saison quatre clubs relégués.
En fin de saison, Djoliba AC termine à la première place et remporte son 15e titre de champion du Mali depuis la création du championnat national et le 24e de son histoire.

## Les clubs participants
- Djoliba AC
- AS Real Bamako
- AS Bakaridjan
- Stade malien
- Onze Créateurs de Niaréla
- CO Bamako
- USC Kita
- AS Black Stars de Badalabougou
- USFAS Bamako
- US Bougouni
- Association sportive de la Police de Bamako
- Association sportive de Korofina
- Afrique Football Elite
- Binga Football Club
- US Bougouba - promu de deuxième division
- Arsenal Talent Sportif de Koro - promu de deuxième division

## Compétition
Le barème de points servant à établir le classement se décompose ainsi :
- Victoire : 3 points
- Match nul : 1 point
- Défaite : 0 point

### Classement
| Rang | Équipe                           | Pts | J  | G  | N  | P  | Bp | Bc | Diff |
| ---- | -------------------------------- | --- | -- | -- | -- | -- | -- | -- | ---- |
| 1    | Djoliba AC                       | 59  | 30 | 16 | 11 | 3  | 39 | 12 | +27  |
| 2    | Stade malien C                   | 58  | 30 | 16 | 10 | 4  | 42 | 17 | +25  |
| 3    | AS Real Bamako T                 | 51  | 30 | 14 | 9  | 7  | 38 | 25 | +13  |
| 4    | AS Bakaridjan                    | 47  | 30 | 12 | 11 | 7  | 42 | 27 | +15  |
| 5    | US Bougouba P                    | 47  | 30 | 14 | 5  | 11 | 36 | 26 | +10  |
| 6    | Afrique Football Elite           | 42  | 30 | 11 | 9  | 10 | 29 | 27 | +2   |
| 7    | AS de Korofina                   | 41  | 30 | 10 | 11 | 9  | 23 | 24 | -1   |
| 8    | Binga FC                         | 40  | 30 | 10 | 10 | 10 | 25 | 27 | -2   |
| 9    | USFAS Bamako                     | 39  | 30 | 10 | 9  | 11 | 29 | 30 | -1   |
| 10   | US Bougouni                      | 38  | 30 | 8  | 14 | 8  | 28 | 29 | -1   |
| 11   | Onze Créateurs de Niaréla        | 38  | 30 | 10 | 8  | 12 | 34 | 36 | -2   |
| 12   | AS Police                        | 35  | 30 | 9  | 8  | 13 | 26 | 34 | -8   |
| 13   | Arsenal Talent Sportif de Koro P | 30  | 30 | 7  | 9  | 14 | 26 | 39 | -13  |
| 14   | CO Bamako                        | 29  | 30 | 8  | 5  | 17 | 27 | 47 | -20  |
| 15   | USC Kita                         | 24  | 30 | 4  | 12 | 14 | 20 | 39 | -19  |
| 16   | AS Black Stars de Badalabougou   | 21  | 30 | 4  | 9  | 17 | 26 | 53 | -27  |

|  | Qualification pour la Ligue des champions de la CAF 2024-2025 |
|  | Qualification pour la Coupe de la confédération 2024-2025     |
|  | Relégation en Deuxième division                               |
|  | T Tenant du titre P : Promu                                   |

## Bilan de la saison
| Championnat du Mali de football 2023-2024 |                                |
| Champion                                  | Djoliba AC (24e titre)         |
| Coupes et trophées                        |                                |
| Vainqueur de la Coupe du Mali 2023-2024   | Stade malien                   |
| Qualifications continentales              |                                |
| Ligue des champions de la CAF 2024-2025   | Djoliba AC                     |
| Coupe de la confédération 2024-2025       | Stade malien                   |
| Promotions et relégations                 |                                |
| Promus en Ligue 1                         | FC Diarra                      |
| Promus en Ligue 1                         | Etoiles de Mandé               |
| Relégués en Ligue 2                       | Arsenal Talent Sportif de Koro |
| Relégués en Ligue 2                       | CO Bamako                      |
| Relégués en Ligue 2                       | USC Kita                       |
| Relégués en Ligue 2                       | AS Black Stars de Badalabougou |